# Nancy Balbirer
Nancy Balbirer (nacida el 8 de octubre de 1965) es una actriz estadounidense, dramaturga, artista de actuación y escritora, conocida por su espectáculo en solitario, I Slept With Jack Kerouac and Other Stories, y Take Your Shirt Off and Cry: A Memoir Of Near-Fame Experiences.

## Biografía
Nacida en Nueva York, creció en Connecticut, luego se mudó a Greenwich Village para asistir a la Escuela de Artes, donde estudió con David Mamet.
Después de NYU, Balbirer consiguió su papel en MTV, en Remote Control, junto con los cómicos Adam Sandler, Denis Leary, Ken Ober y Colin Quinn.
También apareció a menudo en producciones teatrales en el centro de Manhattan, donde con frecuencia aportó material para guiones escritos en el transcurso de los ensayos.